# Mixage Disco Estate Compilation
Mixage Disco Estate Compilation è una compilation di brani musicali famosi nel 2000, pubblicata nell'estate di quell'anno. La compilation venne pubblicata su CD e MC dalla Baby Records International e distribuita in Italia dalla Sony Music Entertainment Italy S.p.A.

## Tracce
1. MADASUN - DON'T WORRY
2. MARY MARY - SHACKLES PRAISE YOU
3. BOMBFUNK MC'S - FREESTYLER
4. FRAGMA - TOCA'S MIRACLE
5. DOUBLE YOU - MUSIC
6. DESTINY'S CHILD - SAY MY NAME
7. VAYA CON DIOS - NAH NEH NAH
8. PAOLA E CHIARA - VAMOS A BAILAR
9. MAURIZIO VANDELLI - IO HO IN MENTE TE
10. NAFTALINA - SE, B.CHARME- SUMMER HAS GONE
11. RMN - HEAR THAT DJ PLAY
12. RHYTHM PARTEEZ - LIFE IS SO STRONG
13. RMN - WORKING HARD
14. ALEX PARTY - U GOTTA BE
15. G.P.PROJECT - PUT YOUR HANDS UP
16. FRENCHCAFE - LIBERATE ME
17. SECRET SOUND - ANGEL
18. G.P.PROJECT - CONFESSATEMI
19. WEB - LIKE AN ANGEL

## Classifiche

### Classifiche di fine anno
| Classifica (1999) | Posizione | Max Posizione |
| ----------------- | --------- | ------------- |
| Italia            |           |               |